# محوطه گلان ۳
محوطه گلان ۳ در شهرستان مهران، بخش صالح آباد، روستای گلان واقع شده و این اثر در تاریخ ۱۴ مرداد ۱۳۸۲ با شمارهٔ ثبت ۹۵۱۳ به‌عنوان یکی از آثار ملی ایران به ثبت رسیده است.